# بیمارستان عمومی بارستو
بیمارستان عمومی بارستو (به انگلیسی: Barstow Community Hospital) بیمارستانی خصوصی، مدیکر، خدمات درمانی در شهر بارستو، کالیفرنیا کشور ایالات متحده آمریکا است که در سال ۱۹۵۸ میلادی ساخته شده و دارای ۵۶ تخت است.